# Basaa-Sprachen
Die Basaa-Sprachen sind eine Sprachgruppe innerhalb der Guthrie-Zone A der Bantusprachen. Sie wird als Zone A40 klassifiziert und enthält vier Einzelsprachen, die insgesamt von circa 300.000 Menschen in Kamerun gesprochen werden. 
Die einzelnen Sprachen sind:
- Bakoko, ca. 50.000 Sprecher
- Bankon, ca. 12.000 Sprecher
- Barombi, ca. 3.000 Sprecher
- Bassa, ca. 230.000 Sprecher